# یواس‌اس ساگامور (۱۸۶۱)
یواس‌اس ساگامور (۱۸۶۱) (به انگلیسی: USS Sagamore (1861)) یک کشتی بود که طول آن ۱۵۸ فوت (۴۸ متر) بود. این کشتی در سال ۱۸۶۱ ساخته شد.